# Frente Popular Darío Santillán

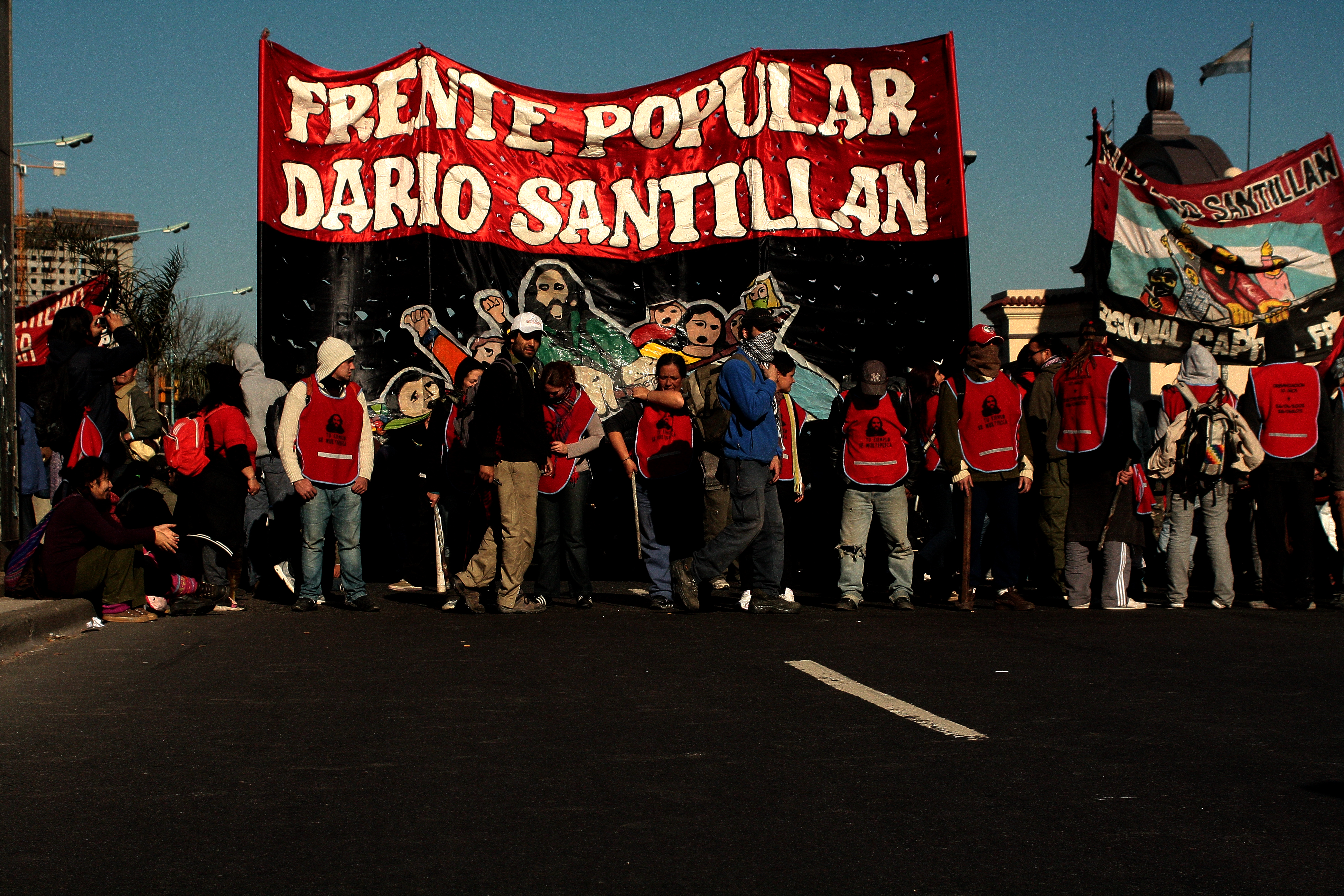
Frente Popular Darío Santillán a 10 años de la Masacre de Avellaneda

El Frente Popular Darío Santillán (FPDS) es un movimiento social de extrema izquierda. Fue fundado en 2004, a partir de la confluencia de distintas organizaciones, en su mayoría piqueteras, y también estudiantiles, obreras, campesinas, intelectuales, artísticas, etcétera. Toma su nombre del militante Darío Santillán, asesinado por la policía el 26 de junio de 2002 junto a su compañero Maximiliano Kosteki en la Masacre de Avellaneda. Darío Santillán era militante de uno de los Movimiento de Trabajadores Desocupados (MTD) que a partir del año 2004 conformaría el FPDS. Por lo tanto, inicialmente el Frente tomó como tarea prioritaria y original el reclamo por el "juicio y castigo" a los responsables, penales y políticos, del asesinato de los dos militantes.

## Presencia

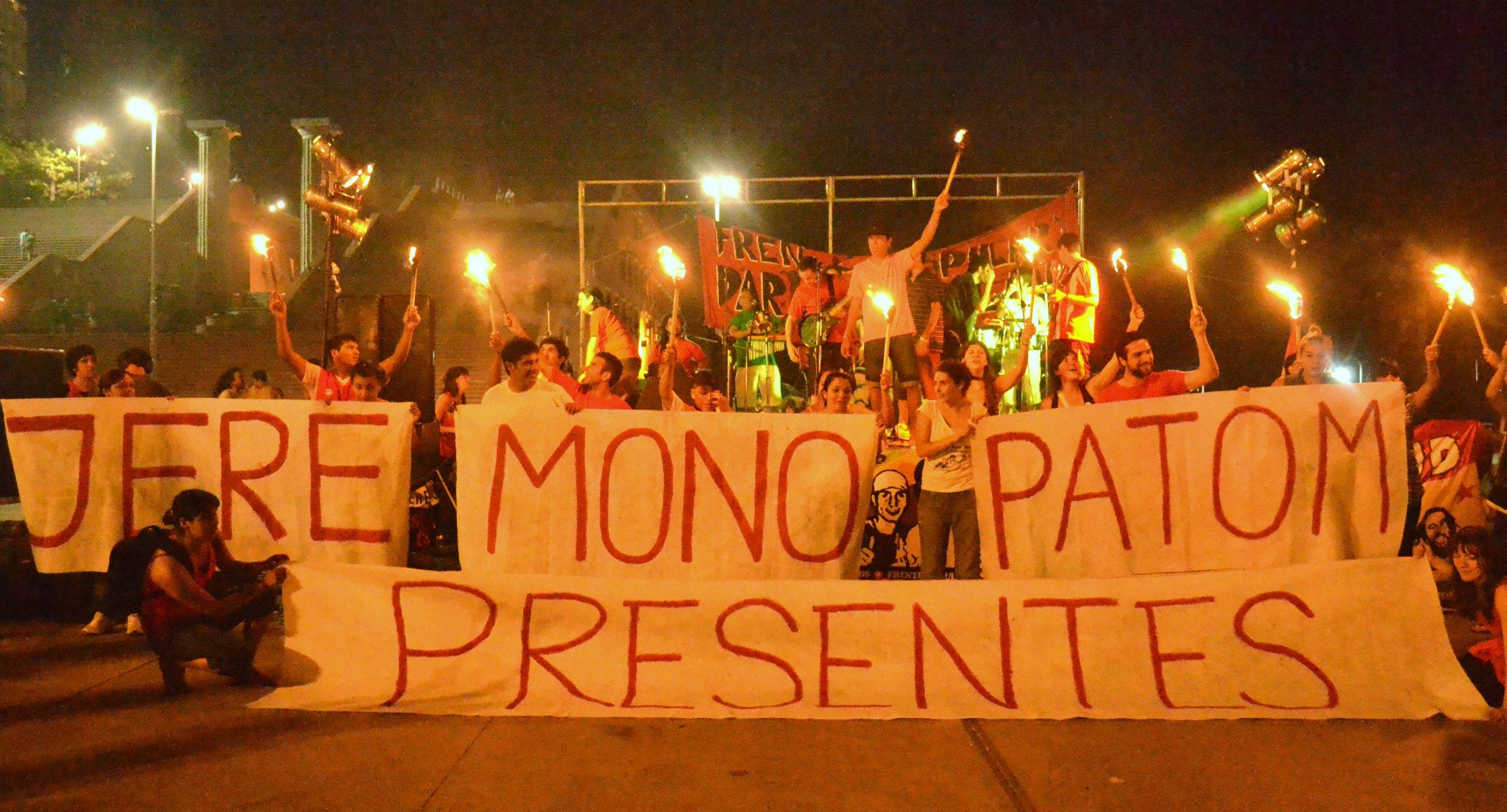
Jeremías Trasante, Mono Suárez y Patom Rodríguez, jóvenes militantes del FPDS, fueron asesinados por grupos narcos, en complicidad con las fuerzas represivas, en Rosario en enero del 2012. El FPDS reclama justicia desde entonces.

El Frente Popular Darío Santillán agrupa a alrededor de 3000 personas de Argentina distribuidos en las provincias de Buenos Aires, Santa Fe, Río Negro, Tucumán, Chaco y Ciudad Autónoma de Buenos Aires. El mayor desarrollo se encuentra en la zona sur de los cordones habitacionales que rodean a la Capital, y que son conocidos como conurbano bonaerense. Allí tiene presencia en ocho distritos.

## Ideología del FPDS

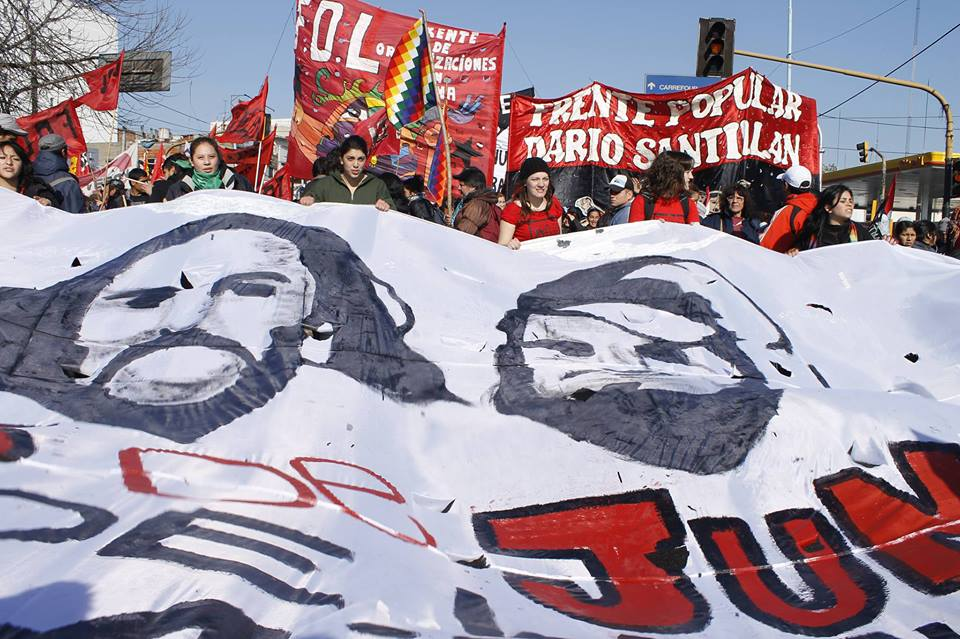
Día de la Juventud Militante 26/6. Una de las iniciativas políticas del FPDS para rememorar a los militantes populares Darío Santillán y Maxi Kosteki es declarar el 26 de junio como el Día de la Juventud militante en todo el país.

El FPDS se concibe como una "una herramienta político-social con vocación estratégica", esto es, como un movimiento social y político que asume las tareas para la construcción del socialismo en el largo plazo, apostando a síntesis estratégicas con organizaciones hermanas y a la unidad de la izquierda y el campo popular. En este sentido, el FPDS adopta como definiciones el antiimperialismo, el anticapitalismo, la lucha contra el patriarcado, la defensa de los bienes comunes, y, fundamentalmente, la construcción de poder popular. Según un documento de formación política, el FPDS entiende a esta concepción de la siguiente manera:

Poder popular es el proceso a través del cual los lugares de vida (de trabajo, de estudio, de recreación, etcétera.) de las clases subalternas se trasmutan en célula constituyente de un poder social alternativo y liberador que les permite ganar posiciones y modificar la disposición del poder y las relaciones de fuerza y, claro está, avanzar en la consolidación de un campo contrahegemónico. Se trata de espacios de anticipación social y política, donde habita lo real posible (el poder popular consuma una transformación y a la vez posibilita la apertura a nuevas transformaciones), espacios cuyos modos se contraponen a los ejes principales de la política burguesa, tanto en sus versiones de derecha o progresistas: la administración de lo dado y la gestión sin fondo utópico. El poder popular es también asumir el potencial liberador de la propia fuerza. El poder popular es la potencia latente de las clases subalternas. El poder popular es praxis, por lo tanto, exige adhesiones práxicas.

El FPDS cree en la "pluralidad" del sujeto del cambio social, es decir, no concibe únicamente a la clase obrera industrial como el sujeto revolucionario, sino que, sin desconocer la relevancia de unos grupos sobre otros, incorpora a otros sectores de las clases subalternas en el camino de la disputa de la hegemonía con la clase dominante. En este sentido, el Frente ha señalado que:

En la mayoría de las experiencias históricas de Nuestra América el protagonismo decisivo de la izquierda anticapitalista no ha provenido de las variantes obreristas, sino de las corrientes que supieron desplegar un clasismo “contaminado” de elementos indigenistas, nacionalistas, populares, latinoamericanistas, antiimperialistas y descoloniales. Creemos que debemos dar un debate serio acerca de cómo pensar esa síntesis de clasismo y latinoamericanismo, antiimperialismo, indigenismo y nacionalismo popular. Una síntesis, en la que también el feminismo, el antipatriarcado y la política de géneros son indispensables. Hablamos de un clasismo mestizo dispuesto a contaminarse con las diversas identidades y tradiciones que movilizan a nuestro pueblo trabajador, y lo orientan hacia una nueva perspectiva de país, de Continente, hacia un nuevo horizonte socialista.

El Frente retoma conceptos de la tradición anarcosindicalista, del marxismo, del peronismo de base, de los movimientos autonomistas, del cooperativismo, la teología de la liberación y del neozapatismo e intenta reconfigurarlos para la realidad actual y nacional. Este proceso dialéctica es denominado "síntesis" por parte de la organización. Así, en un documento del Frente se asegura que:

[E]l FPDS se construye desde una definición movimientista en lo ideológico. Esto significaba que se construye desde definiciones básicas como el anticapitalismo, el antiimperialismo y su apuesta al socialismo. Posteriormente agregará el antipatriarcado. Pero no asume una identidad ideológica cerrada sino que contiene militantes de diversas procedencias ideológicas (marxistas de distintas líneas, anarquistas, cristianos de la teología de la liberación, peronistas de izquierda, feministas, autonomistas) que van procesando la nueva síntesis sin asumirse como tendencias [internas]. (...) La posibilidad de avanzar hacia una síntesis política supone descartar la idea de que algún grupo es portador de las ideas correctas, justificadas desde distintos criterios de autoridad. Las ideas correctas están en el horizonte, en consecuencia presuponen contemplar las diferencias, aceptar ensayos en un sentido u otro, y tener mucha paciencia.

En otro orden de cosas, el FPDS ha mantenido una posición crítica respecto del gobierno kirchnerista. Aún a pesar de reconocer y apoyar las medidas políticas que consideran progresivas para el campo popular, desde esta organización se cuestiona el modelo económico (al que juzgan críticamente como "neo-desarrollista") impulsado por Néstor Kirchner y Cristina Fernández, entre otras cuestiones. Así, el Frente señala que:

En la última década [desde 2003] del país se ha avanzado en concretar algunos reclamos históricos que el pueblo ha levantado, y se han logrado avances parciales en políticas sociales. Hemos valorado medidas como la Ley de Medios, la Asignación Universal por Hijo, el matrimonio igualitario y los juicios contra los crímenes de lesa humanidad de la última dictadura militar, en tanto representan reivindicaciones ganadas por la lucha popular. A pesar de estas medidas, el kirchnerismo encarna un proyecto neodesarrollista asentado en el extractivismo, la sojización, y la precarización laboral, que jamás podrá expresar un proyecto de transformación profunda para nuestro pueblo. Nuestro desafío, como parte del campo popular, sigue siendo generar una alternativa superadora por izquierda al kirchnerismo y a cualquier proyecto dominante en Argentina. Una alternativa que pueda expresar otro proyecto de país desde el protagonismo popular y con perspectiva socialista.

### Organización

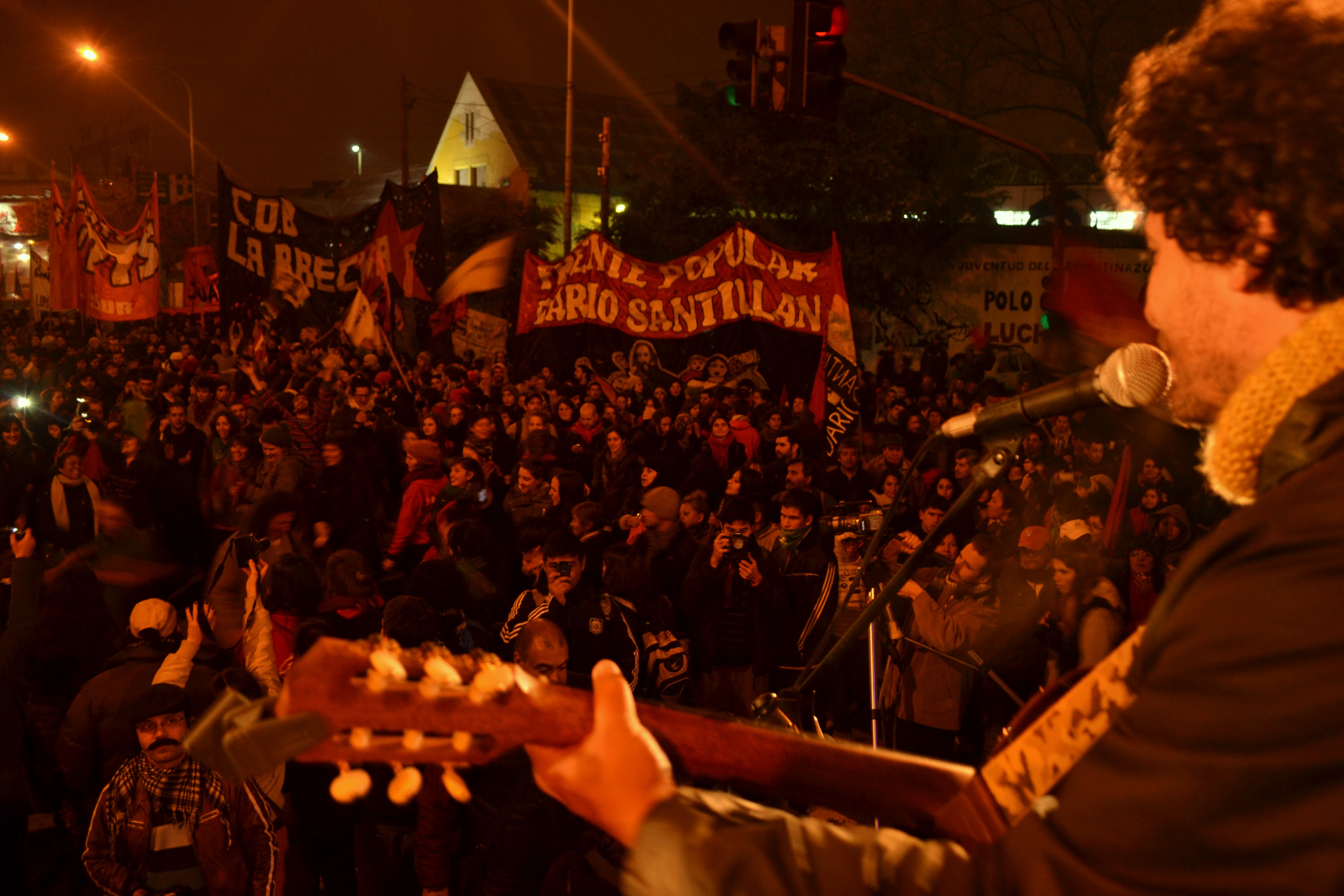
Cada año, en todo el país pero con epicentro en la Estación Darío y Maxi (Ex Avellaneda), se realizan festivales con presencia de artistas y personalidades en memoria de los militantes populares asesinados en 2002. Allí se renueva el pedido de cárcel a los autores intelectuales de la masacre.

Se definen como autónomos del Estado, los partidos, las Iglesias y las centrales sindicales, por lo que su organización ha de promover la autonomía política de los trabajadores a través de asambleas de organizaciones de base. El ejercicio democrático para la toma de decisiones se ejecuta en las asambleas que se realizan periódicamente en todos las agrupaciones de base, en los plenarios sectoriales (estudiantiles, territoriales, sindicales, etc), y en los plenarios nacionales donde delegados con mandato de base, consensúan las decisiones políticas generales. 
Así se derivan su cuatro principios organizativos:
- Democracia de base o asamblearia
- Formación pedagógica y política (educación popular)
- Lucha social (actividades reivindicativas, acción directa)
- Autogestión de recursos y trabajo

## Historia
El Frente Popular Darío Santillán constituye la proyección organizativa que una serie de movimientos de trabajadores desocupados realizaron en 2004. Estos movimientos habían nacido en el marco del aumento de la desocupación a fines de los años 90 y tuvieron una participación destacada en los conflictos de diciembre de 2001. Unos meses después, los militantes Darío Santillán, del MTD de Almirante Brown, y Maximiliano Kosteki, del MTD de Guernica, fueron asesinados en el Puente Pueyrredón, el 26 de junio de 2002. Un año más tarde, un grupo importante de estos MTDs confluyeron en lo que se denominó Movimiento de Trabajadores Desocupados Aníbal Verón. En su primer documento programático, esta organización se concebía como un "movimiento de movimientos", que albergaba espacios heterogéneos entre sí. Dentro de las definiciones comunes, se enfatizaba la reivindicación de la autonomía, la construcción de poder popular, la democracia de base, la puesta en práctica de valores de igualdad y solidaridad, la articulación, la coordinación, la lucha en las calles, el trabajo igualitario, la educación popular y la administración independiente de los "planes de empleo".
En 2004, el MTD Aníbal Verón, que constituía exclusivamente una organización de "trabajadores desocupados", daría lugar al Frente Popular Darío Santillán, abriéndose hacia otros sectores sociales (estudiantes, trabajadores ocupados, campesinos, etcétera). Así, en palabras de la socióloga Maristella Svampa:

En este contexto, todas las organizaciones piqueteras opositoras [al gobierno kirchnerista] sufrieron procesos de fragmentación organizacional y, en un marco de fuerte crítica, se vieron obligadas a revisar sus estrategias de intervención en el espacio público. Una de las agrupaciones opositoras que mejor sorteó este período de reflujo y reconfiguración organizacional fue el Frente [Popular] Darío Santillán (F[P]DS), proveniente de la Coordinadora Aníbal Verón, que apuntó a ampliar la acción hacia otros espacios –el frente estudiantil, cultural y campesino–, incorporando otras problemáticas (por ejemplo, la defensa de los recursos naturales como “bienes comunes”). Incluso, junto con la Cooperativa de Educadores e Investigadores Populares (CEIP) y el Movimiento Nacional de Empresas Recuperadas (MNER), el FPDS y otras organizaciones de origen piquetero, como Barrios de Pie y el Movimiento Teresa Rodríguez (MTR), tuvieron un notable protagonismo en la creación de Bachilleratos Populares, en la Capital Federal y la Provincia de Buenos Aires, que se hallan en proceso de reconocimiento y oficialización, desde fines de 2007.

En enero de 2013 se formalizó una ruptura al interior de la organización a partir la imposibilidad de llegar a una síntesis política sobre como afrontar una nueva situación política argentina, ya pasados más de 10 años de la crisis de diciembre de 2001. Esta falta de definición paralizaba a la organización desde un tiempo atrás y lleva a una parte del FPDS a formar a una nueva agrupación llamada Frente Popular Darío Santillán Corriente Nacional - FPDSCN, mientras que el resto de la organización decidió confluir con la organización Marea Popular, liderada por Itai Hagman, para conformar el Movimiento Popular Patria Grande. Los sectores que conformaron al FPDS-CN consideraban que encarar estos nuevos desafíos políticos significaba confrontar claramente con el kirchnerismo y avanzar en la construcción de una perspectiva política nacional que incluyera también la participación electoral. Según estos sectores, esta nueva estrategia permitiría dar un salto en la construcción de poder popular fortaleciendo y desarrollando las organizaciones de base. En relación con la ruptura, el FPDS declaró que:

Ante los últimos acontecimientos en el FPDS consideramos que la decisión reciente de un sector importante de compañeros y compañeras de abandonar la organización es un error político que impacta en nuestra organización en particular, y en la izquierda independiente en general. Es una responsabilidad colectiva el no haber podido procesar los debates políticos internos que hubiesen evitado esta situación. Nos hacemos cargo de la parte que nos corresponde en esto que consideramos, a las claras, un retroceso político. Lamentamos la decisión de estas organizaciones que decidieron irse del Frente Popular Darío Santillán en lugar de apostar a un mayor debate interno y una síntesis en búsqueda de la unidad de la izquierda, cuando no vemos las profundas diferencias en la proyección política que justifiquen una ruptura.

### Nuevos desafíos
El FPDS constituye una organización que re-piensa, constantemente, sus definiciones político-estratégicas. Actualmente, el Frente está abordando dos debates: por un lado, el relativo al Estado y a la participación electoral; por el otro, el relacionado con las formas organizativas.
El Frente nació como parte de una serie de movimientos sociales que heredaron el rechazo a la política de las jornadas del 2001 y 2002. Con el paso del tiempo, los debates al interior del FPDS terminaron concluyendo en la necesidad de una participación electoral sui géneris. En este sentido, la organización señala que:

El fundamento estratégico de nuestra construcción no está en las elecciones sino en la creación de una nueva institucionalidad en los barrios, sindicatos y ámbitos de estudio. Por eso creemos además que la intervención en el plano electoral debe basarse en nuestras construcciones de poder popular, erigidas en los territorios humildes y los sindicatos. Es necesario usar la disputa electoral como instancia para visibilizar y referencias las construcciones cotidianas donde el pueblo trabajador es protagonista directo de sus luchas y su vida, tensionando y cuestionando la lógica delegativa de la democracia capitalista.

Con estos fundamentos, el FPDS realizó su primera intervención electoral en la ciudad de Rosario en 2013, en una alianza con el Movimiento Giros y la Unión del Pueblo, bajo el nombre de Frente para la Ciudad Futura. Esta alianza electoral centró su campaña en la novedad de su propuesta y en las prácticas prefigurativas. Así, Pedro Salinas, candidato y militante del FPDS, aseguró:

Este Frente, además de comulgar lecturas y caracterizaciones comunes sobre la realidad política de Rosario y del proceso que está viviendo la Argentina en general, se conjugan valiosísimas experiencias que han producido hechos concretos, y que a través de ellos han generado procesos muy interesantes. Para nosotros resulta fundamental transmitir el concepto de prefiguración en la campaña. Creemos que allí radica no sólo lo genuinamente "novedoso", desde ahí también se explica la "potencia" de esta iniciativa: fue a partir de una militancia comprometida, que desarrolló nuevas formas de organización y luchas incansables, que hoy podemos debatir cuestiones estructurales como la tenencia de la tierra y el narcotráfico.

Por otro lado, a lo largo del año 2014, y en conjunto con otras organizaciones de izquierda como Democracia Socialista, Movimiento por la Unidad Latinoamericana y el Cambio Social (MULCS) y El Avispero, el FPDS impulsó una herramienta político-electoral en la Ciudad de Buenos Aires, con el objeto de participar en las elecciones de 2015. Esta instancia, que se concibe como una "herramienta de los movimientos sociales", y que se propone construir "un partido desde abajo y a la izquierda", recibió el nombre de Pueblo en Marcha.
En relación con las formas organizativas, el FPDS se encuentra en un proceso de transición hacia conformarse como una "organización única", es decir, abandonando los elementos de excesiva descentralización que caracterizaron a las distintas agrupaciones que son parte del Frente. A su vez, esta transición determina un debate acerca de formas organizativas más "espontaneístas"-"consejistas" o más "centralizadas"-"vanguardistas". En relación con esta cuestión, el equipo de formación política de la organización ha asegurado:

[L]a apuesta por la creación de poder popular supone la búsqueda de una “tercera vía” en torno a las formas de organización, vía original, que no es estrictamente “consejista” ni “leninista”, que está siendo creada pacientemente por nuevos movimientos populares y organizaciones político-sociales como la nuestra. El Frente Popular Darío Santillán se caracteriza por resolver de manera heterodoxa los debates organizativos, esquivando la concepción clásica del partido de cuadros pero a la vez sin caer en las formas inorgánicas del autonomismo y el horizontalismo radicales. Entendemos que el proceso de transición a la “organización única” en el que estamos inmersos nos exige rediscutir nuestras formas organizativas.

## Organizaciones que lo integran
Regional Neuquen-Rio Negro:

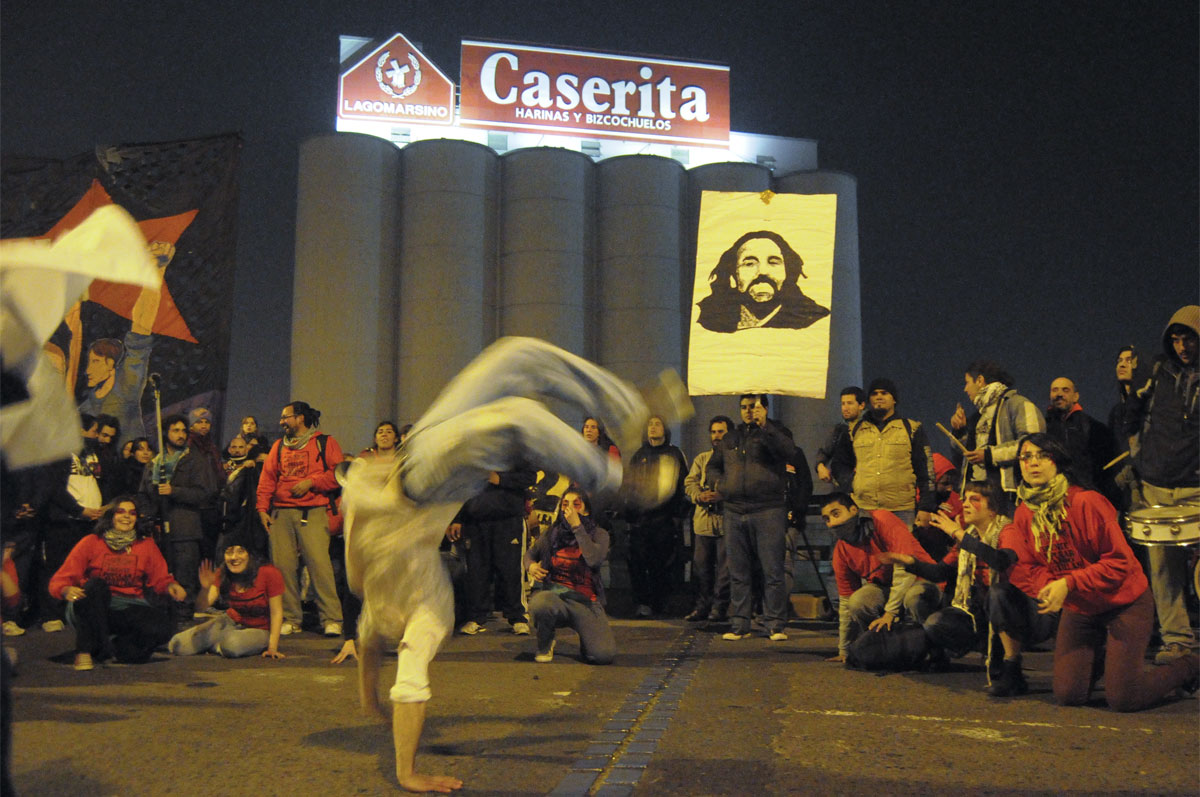
Cada año, en todo el país pero con epicentro en la Estación Darío y Maxi (Ex Avellaneda), se realizan festivales con presencia de artistas y personalidades en memoria de los militantes populares asesinados en 2002. Allí se renueva el pedido de cárcel a los autores intelectuales de la masacre.

MTD (barrios Costa Norte-Costa Sur-Antártida-10 de enero-Cipolletti-Awka Liwen);
La Fragua Neuquén-Río Negro;
Estudiantes y docentes del FPDS en la Facultad de derecho y ciencias sociales;
Colectivo Vientos del Sur;
Espacio de Género;
Regional Córdoba:
Movimiento Convergencia (barrios Pilar-Villa Pigue-Villa El Chaparral-Villa Las Canitas-Villa La Tablita-Ciudad Evita-Oña- Villa los 40 Guasos-Villa El Trencito);
Militantes organizados en el FPDS.
Regional Rosario:
Movimiento 26 de Junio (barrios Moreno-Tablada-Alvear-Cristaleria-Via Honda);
Juventud Darío Santillán-Rosario
Regional Tucumán:
Coordinadora de Organizaciones Barriales Autónomas-COBA (Barrios Alberdi Norte-Asentamiento La Via-San Roque-Smata)
Chaco:
Organizaciones de Pueblos Originarios (OPO), Castelli
La Plata:
Unión de Trabajadores de la Tierra (De Banderitas, Abasto, Los Hornos, El Peligro, Parque Pereyra)
Conurbano  Sur:
Roca Negra-Predio Recuperado Trabajo, Educación y Cultura Popular;
Polo Textil y centro Cultural en la Estación Darío y Maxi-Ex Avellaneda;
MTD Lanús (La Fe-Gonnet-Villa Urquiza-La Torre);
MTD Almirante Brown;
MTD La Cañada;
MTD Lomas;
Querandíes;
MTD Javier Barrionuevo de Esteban Echeverria (barrios La Quinta-Las Colinas-El Pial-9 de enero);
Unión de Trabajadores de la Tierra (Parque Pereyra-Berazategui);
Trabajadorxs ocupadxs de la zona sur;
Movimiento Darío Santillán (Dock Sud-Valentín Alsina-Avellaneda);
Barrio Villa Itati-Quilmes;
Juventud Darío Santillán-Conurbano;
Bachillerato Popular El Puente;
Bachillerato Popular Roca Negra;
FM 105.1 Radio Roca Negra;
FM De Frente;
Murga Picadillo Murguero;
Estudiantes organizados en el FPDS;
Cátedra Darío Santillán (Universidad de Avellaneda)
Regional Capital:
MTD Lugano (Villa 20);
Movimiento Darío Santillán (Constitución-San Telmo-Villa 21/24/Barracas-La Boca-Pompeya);
Colectivo SurAlterno;
Radio FM Che Barracas 99.7;
Espacio de mujeres Luchadoras latinoamericanas;
Bachillerato Dario Santillan (Barracas-Constitución);
Juventud Darío Santillán - Capital; FPDS Sindical; FPDS en Terciarios (FPDS en el Joaquín V. González, Colectivo La Mancha, estudiantes organizados en los Normales 1 y 4).